# 押尼珥

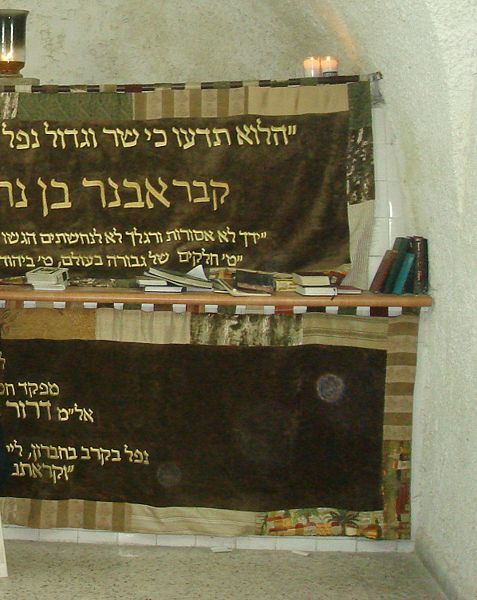
押尼珥墓

在撒母耳记中，押尼珥（希伯来语 אבנר בן נר ）是扫罗的叔叔尼珥的儿子，扫罗军队的元帅（撒母耳记上14:50；20:25）。
扫罗在基利波山被非利士人杀死后，押尼珥将扫罗唯一幸存的小儿子伊施波设带到约旦河以东的玛哈念，立他作以色列国王
。只有犹大支派归从大卫，大卫在希伯崙作王，双方时有战争。
双方曾在基遍池旁相遇，各出12人，互相杀死（撒下2:12）。押尼珥战败逃走，被约押的弟弟亚撒黑追赶，亚撒黑“脚快如野地的羚羊一般”（撒下2:18），并且不听押尼珥的劝说，押尼珥出于自卫被迫杀死了亚撒黑。这场战斗是大卫与伊施波设内战的一部分。
押尼珥与扫罗的妃嫔利斯巴（撒下3:7）同房，遭到伊施波设的指责（在当时这是觊觎宝座的表现），随之投靠大卫。但是约押在希伯崙城门旁边暗杀了押尼珥。
大卫将押尼珥葬在希伯崙（撒下3:31-39）。押尼珥死后不久，伊施波设被暗杀（撒下4），大卫成为统一的以色列的国王（撒下5）。